# خانم
خانم هي كلمة فارسية وهي تعادل كلمة ست أو سيدة في العربية، وهي للنساء صاحبات الاحترام والتبجيل وتطلق على النساء ذوات المكانة المرموقة. والأمر المؤكد هو أن هذا اللقب من أصل تركي للكلمة هانم ولها نفس المعنى.
وينتشر استخدام هذا اللقب في سوريا حيث يتضح ذلك في المسلسلات السورية التي تعكس الثقافة السورية.
يقال سارة خانم وعائشة خانم ونحو ذلك.